# Kairaku-en
A Kairaku-en (偕楽園; Hepburn: Kairakuen) Japán három legszebb kertjének – Nihon sanmei-en (日本三名園; Hepburn: Nihon sanmeien) – legfiatalabbika, Ibaraki prefektúrában, Mito városában található. A másik két kerttel (Kenroku-en és Kóraku-en) ellentétben a Kairaku-en eredendően nyitott közkertnek készült. 300 hektáros területével közel akkora, mint a New York-i Central Park. Legfőbb látványossága a 3000 fából álló japán kajszi (japán szilva) liget, így leginkább a február-márciusi virágzás idején érdemes ellátogatni a parkba. Az itt található száz különböző szilvafajta mellett bambusz liget és japánciprus liget is található a kertben. A kert legfőbb épülete a hagyományos japán stílusban épült Kóbuntei (好文亭; Hepburn: Koubuntei).

## Történelme
A parkot a késő Edo-korban, 1841-ben alapította a Mito han kilencedik daimjója, Tokugava Nariaki és 1842. július 7-én nyitották meg. A korban egyedülálló módon nem kizárólag a nemesi család tagjai látogathatták, hanem a köznép számára is elérhető volt. Erre utal a park neve is, amelyet egy Menciusznak tulajdonított bölcsesség után kapott. Szó szerinti jelentése: „kert, melyet együtt élvezünk”.
A 2011-es tóhokui földrengés okozta károk helyrehozása után 2012. február 7-én nyitott újra a park.

## Galéria

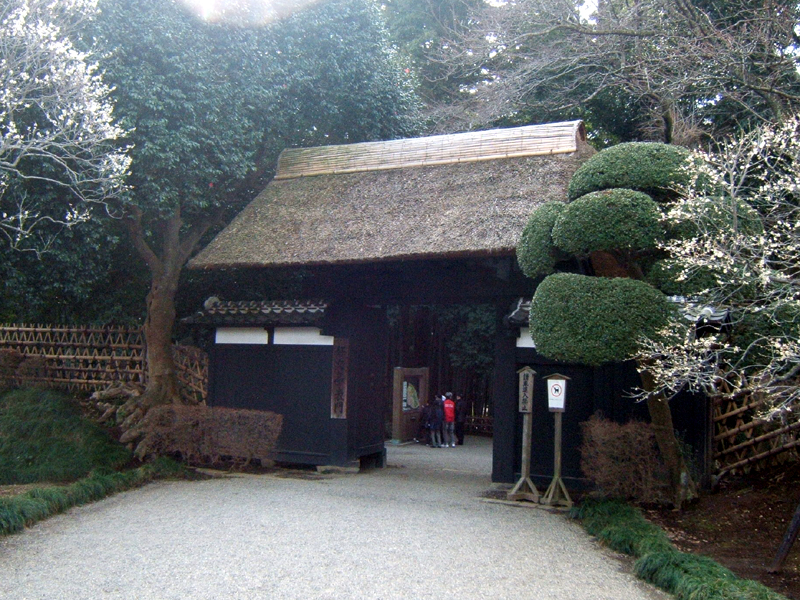
Régi kapu
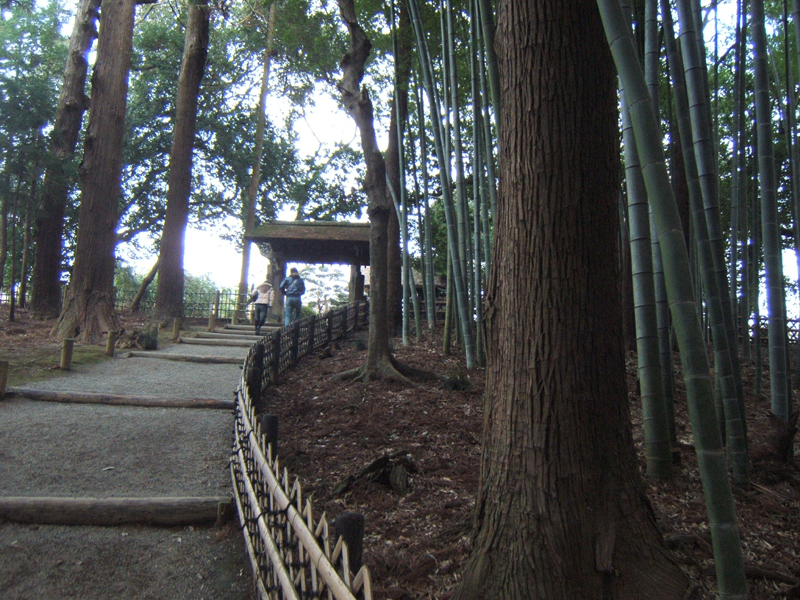
Bambusz és japánciprus liget
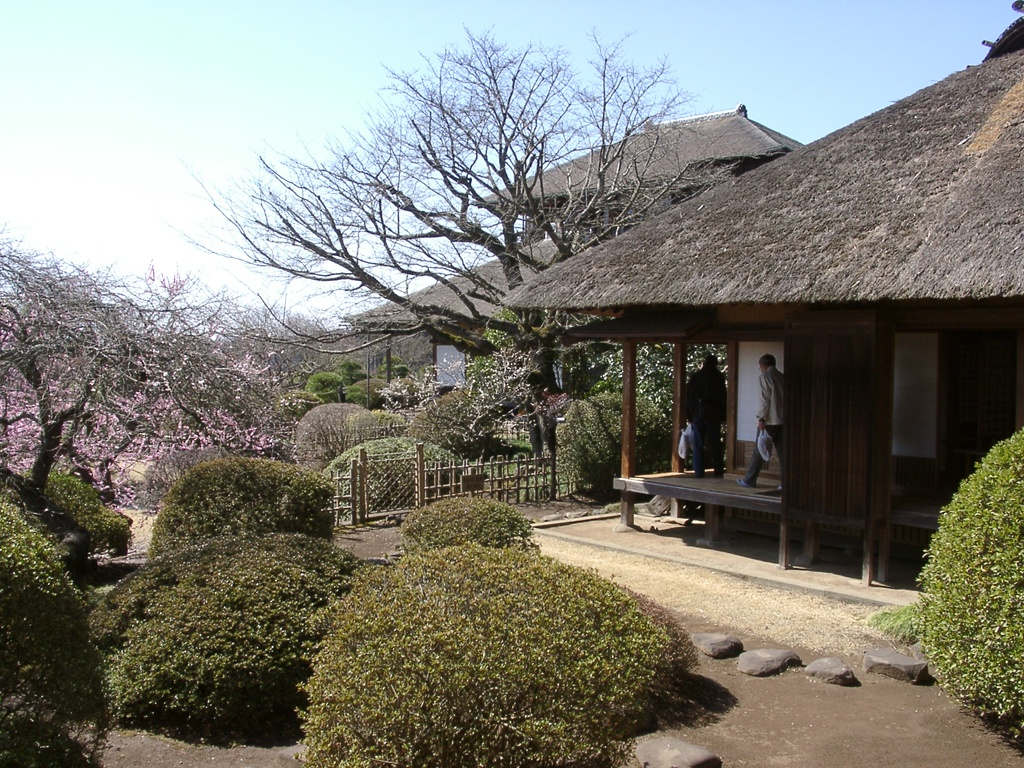
Kóbuntei
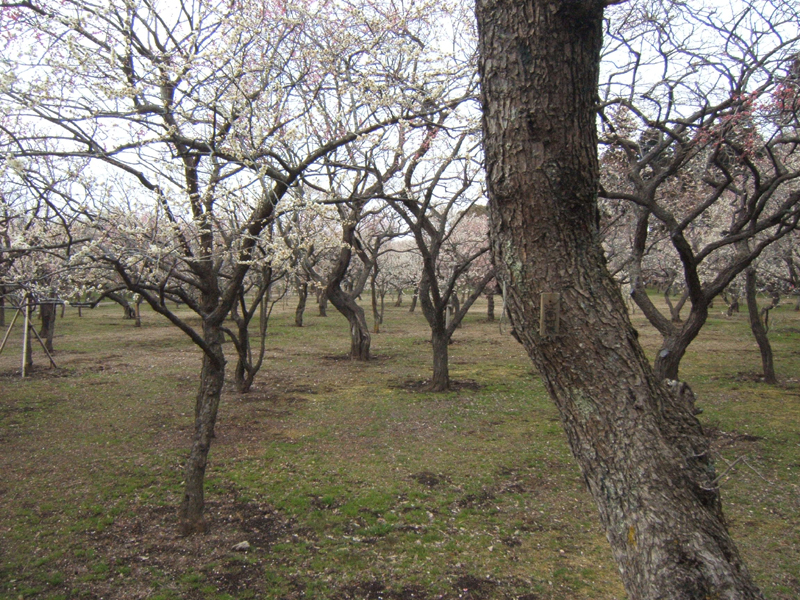
Japán kajszi liget
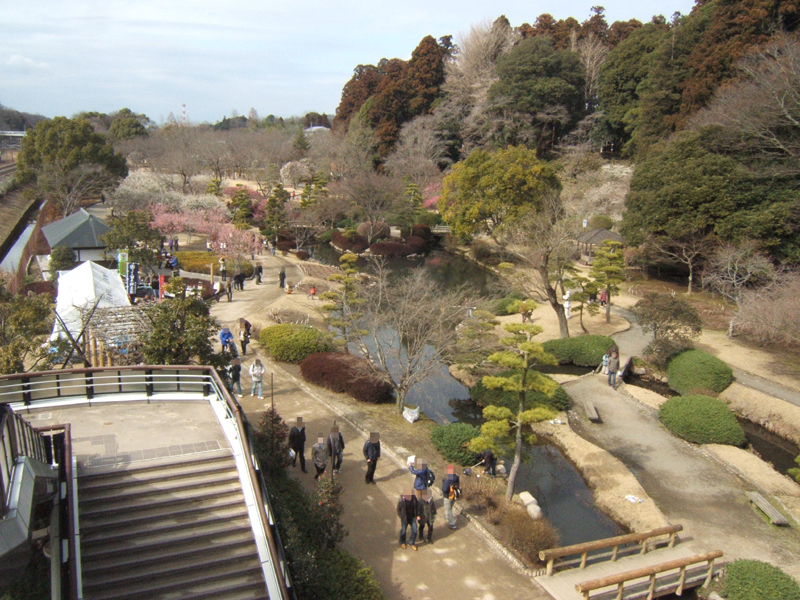
Déli kert
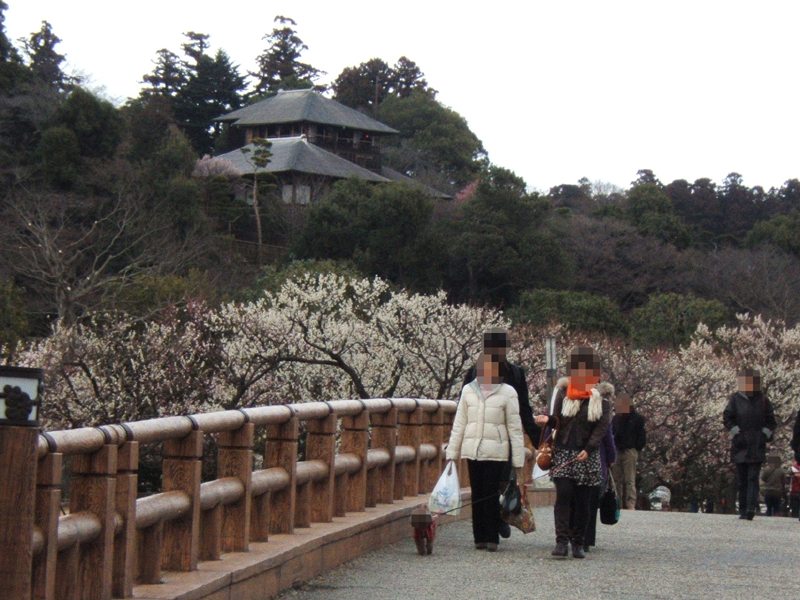
Kairaku-en és Kóbuntei

## Fordítás
- Ez a szócikk részben vagy egészben  a   Kairaku-en című angol Wikipédia-szócikk fordításán alapul.  Az eredeti cikk szerkesztőit annak laptörténete sorolja fel. Ez a jelzés csupán a megfogalmazás eredetét és a szerzői jogokat jelzi, nem szolgál a cikkben szereplő információk forrásmegjelöléseként.
- Ez a szócikk részben vagy egészben  a(z)   偕楽園 című japán Wikipédia-szócikk fordításán alapul.  Az eredeti cikk szerkesztőit annak laptörténete sorolja fel. Ez a jelzés csupán a megfogalmazás eredetét és a szerzői jogokat jelzi, nem szolgál a cikkben szereplő információk forrásmegjelöléseként.